# رافاييل لوبيز غوتييريز
رافاييل لوبيز غوتييريز (بالإسبانية: Rafael Lopez Gutierrez)‏ (و. 1855 – 1924 م) هو سياسي من هندوراس ولد في تيجوسيجالبا.